# Tosques
 (juin 2015).
Si vous disposez d'ouvrages ou d'articles de référence ou si vous connaissez des sites web de qualité traitant du thème abordé ici, merci de compléter l'article en donnant les références utiles à sa vérifiabilité et en les liant à la section « Notes et références ».
Cet article concerne le peuple tosque. Pour la langue tosque, voir Tosque.
Les Tosques constituent un des deux principaux groupes ethniques albanais, l'autre étant les Guègues. Ils sont répartis dans une aire géographique constituée par le sud de l'Albanie (au sud du fleuve Shkumbin), l'Épire et la Macédoine méridionale.
Occupant un territoire plus proche de l'Italie et de la Grèce, les Tosques sont culturellement plus ouverts que les Guègues aux influences extérieures et occidentales, et leur société moins marquée par les traditions et le système clanique.
D'un point de vue religieux, les Tosques étaient orthodoxes avant l'arrivée des Ottomans au XIVe siècle. De nos jours, la minorité orthodoxe (24 % de la population totale) se situe encore principalement au Sud.
Les Tosques ont dominé le système politique albanais à partir de 1945, à l'avènement du régime communiste d'Enver Hoxha, lui-même tosque. C'est ainsi que la langue tosque a servi de base à l'élaboration de la langue nationale par ce régime.